# Benzil-cijanid
Benzil-cijanid (fenilacetonitril, BnCN, C6H5CH2CN, C8H7N) je bezbojan organski spoj i aromatična masna tekućina. Benzil-cijanid kao i ostali bezil-derivati nadražuje kožu i oči. Otrovan je kao i svi cijanidi, a kad se zapali ispušta otrovan cijanovodik.

## Dobivanje
Benzil-cijanid nastaje reakcijom benzil-klorida s natrijevim cijanidom.